# Ludmiła Celikowska

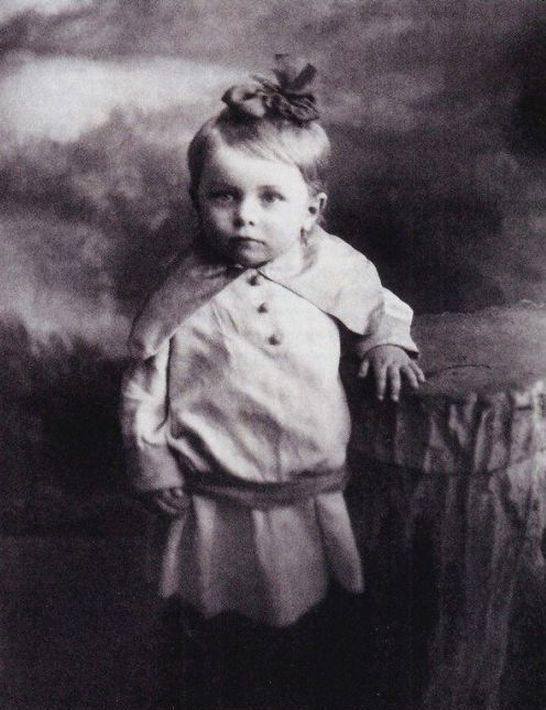
Ludmiała Celikowska jako dziecko

Ludmiła Wasiljewna Celikowska (ros. Людмила Васильевна Целико́вская; ur. 8 września 1919 w Astrachaniu, zm. 4 lipca 1992 w Moskwie) – radziecka aktorka teatralna i filmowa. Ludowa Artystka RFSRR (1963). Wieloletnia aktorka Teatru im. J. Wachtangowa w Moskwie. Żona Jurija Lubimowa. Została pochowana na Cmentarzu Nowodziewiczym w Moskwie.

## Wybrana filmografia
- 1941: Cztery serca[4] jako Aleksandra Siergiejewna Muraszowa
- 1941: Antoni Iwanowicz gniewa się[4] jako Serafima "Sima" Antonowna Woronowa
- 1943: Skrzydlaty dorożkarz[5] jako Natasza
- 1945: Iwan Groźny[4] jako caryca Anastazja Romanowna
- 1946: Zwariowane lotnisko[6]
- 1948: Opowieść o prawdziwym człowieku jako Zinoczka
- 1954: Skąd my się znamy?[7] jako Liewkojewa
- 1955: Trzpiotka[7] jako Olga Iwanowna Dymowa

## Nagrody i odznaczenia
- Zasłużony Artysta RFSRR (1954)
- Ludowy Artysta RFSRR (1963)
- Order Czerwonego Sztandaru Pracy (1990)

Źródło:.